# Patak
Patak là một thị trấn thuộc hạt Nógrád, Hungary. Thị trấn này có diện tích 16,22 km², dân số năm 2010 là 916 người, mật độ 56 người/km².